# 320
320 је била преступна година.

## Догађаји
- Крисп, најстарији син цара Константина, води победоносни поход против Франака, обезбеђујући двадесет година мира дуж границе на Рајни. Своју резиденцију оснива у Аугуста Треверорум (модерни Трир), главном граду Германије.
- Лициније се одриче верске слободе обећане Миланским едиктом и почиње нови прогон хришћана у Источном римском царству. Он затвара хришћане, одузима им имање и уништава цркве.
- Током прогона хришћана погубљено је четрдесет војника римске легије у Севастији који су отворено исповедали хришћанску веру
- Краљ Чандрагупта оснива царство Гупта у северној Индији.
- Џанга Шија (張寔), Џанга војводу од Сипинга и гувернера провинције Лианг, (涼州), убили су Јан Ше (閻涉) и Џао Анг (趙卬) и заменили су Џанг Мао (張茂), општеприхваћену кинеску државу за првог владара Лианга.
- Почиње изградња Храма Светог Петра у Риму.

### Октобар
- 18. октобар – Папос Александријски, грчки филозоф, посматра помрачење сунца и пише коментар на Великог астронома (Алмагест).